# Carthage Power Company
Pour les articles homonymes, voir Carthage (homonymie).
La Carthage Power Company (CPC) est une société privée tunisienne installée à Radès et spécialisée dans la production d'énergie électrique en Tunisie.

## Historique
En mai 2002, la centrale Radès II entre en production.
En 2016, la centrale de Radès produit 18 % de la production tunisienne d'électricité, ce qui fait de la Carthage Power Company le premier producteur privé d'énergie électrique en Tunisie.
En 2019, il est annoncé qu'elle produit 471 MW. 
En avril 2019, une filiale de la société qatarie Nebras Energy Company annonce l'acquisition de 60 % de la CPC,.
En mai 2022, une série de grèves et de sit-in ont lieu au siège de la société à l'initiative des cadres et employés de la CPC afin de percevoir leurs indemnités de fin de service et leurs primes d'heures supplémentaires à la suite de revendications non prises en compte par les dirigeants.